# Gonipterus
Gonipterus är ett släkte av skalbaggar. Gonipterus ingår i familjen vivlar.

## Bildgalleri

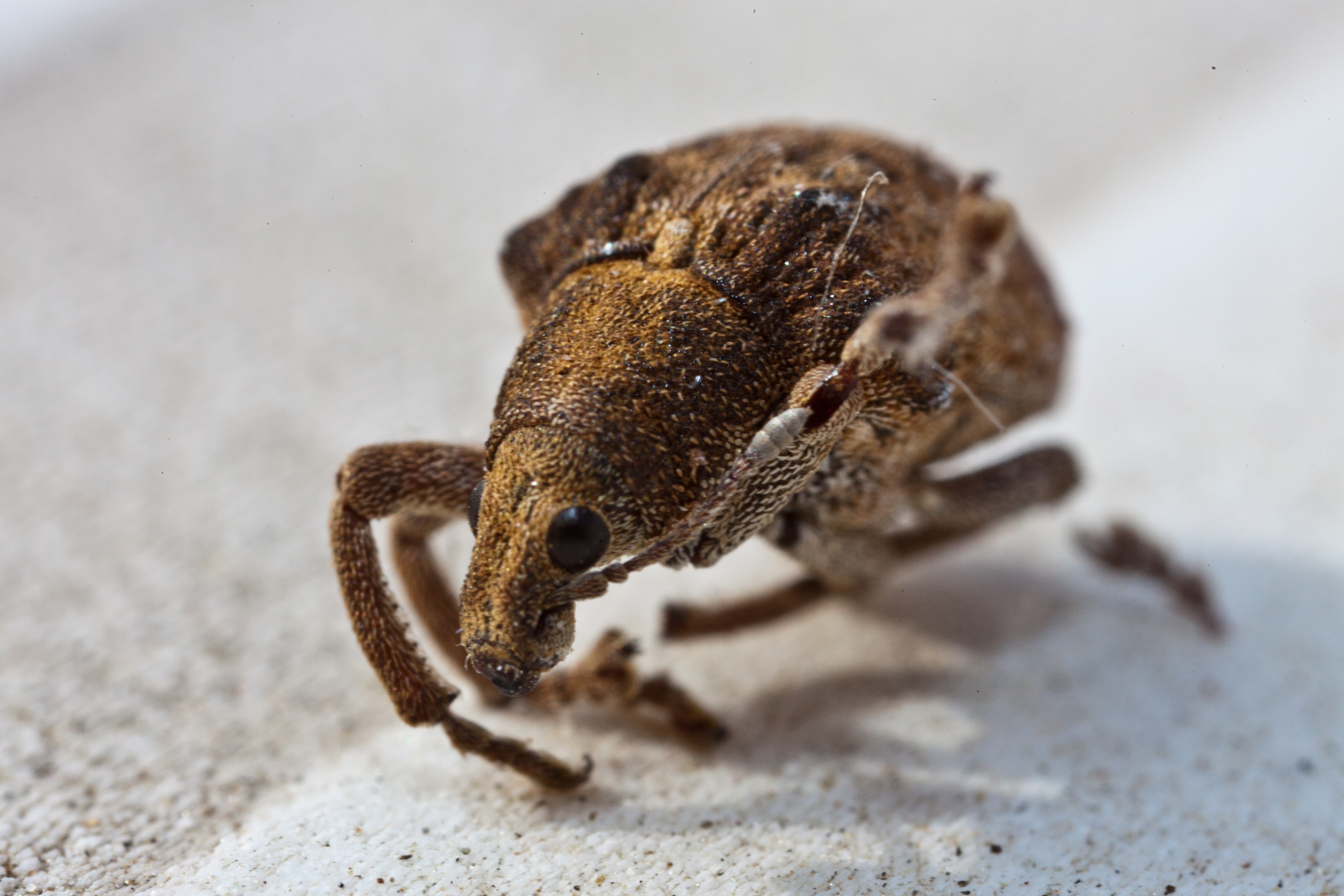
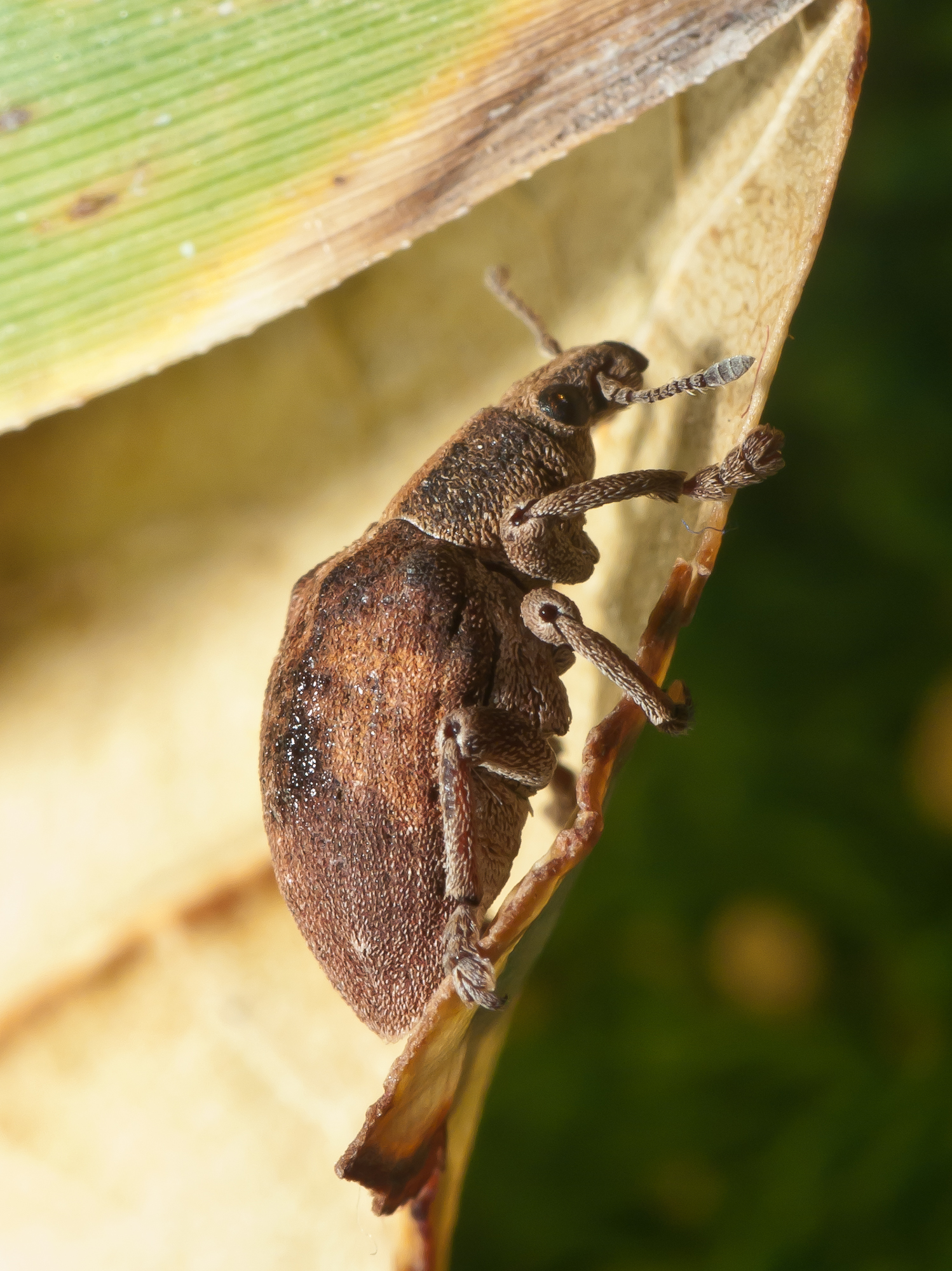
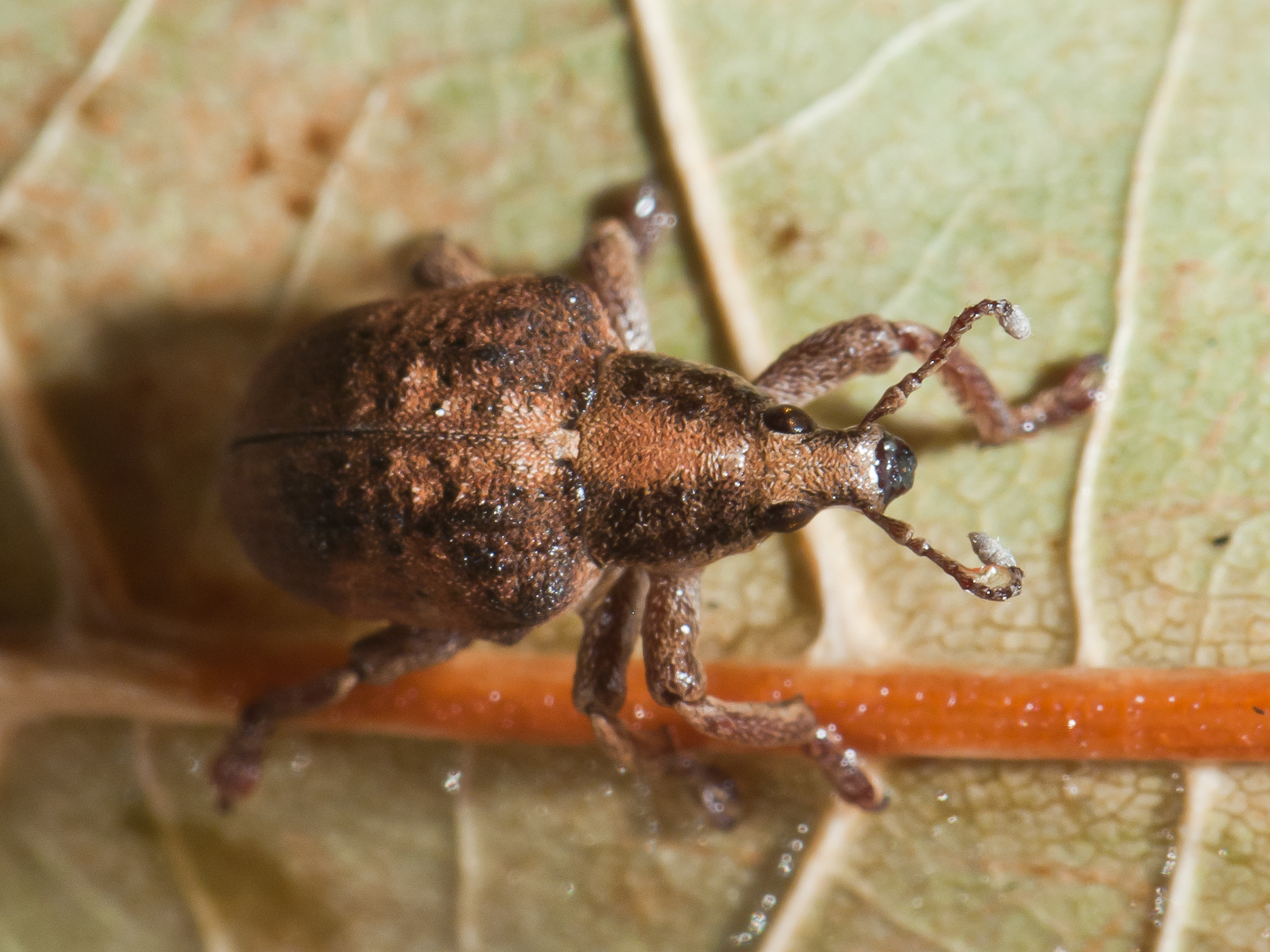

## Dottertaxa tillGonipterus, i alfabetisk ordning[1]
- Gonipterus balteatus
- Gonipterus bimaculatus
- Gonipterus bruchi
- Gonipterus cancellata
- Gonipterus cinnamomeus
- Gonipterus cionoides
- Gonipterus citrophagus
- Gonipterus conicollis
- Gonipterus crassipes
- Gonipterus exaratus
- Gonipterus excavata
- Gonipterus excavatus
- Gonipterus excavifrons
- Gonipterus fasciatus
- Gonipterus ferrugatus
- Gonipterus geminatus
- Gonipterus gibberus
- Gonipterus humeralis
- Gonipterus hyperoides
- Gonipterus inconspicuus
- Gonipterus intermedius
- Gonipterus kanalensis
- Gonipterus lateritius
- Gonipterus lepidopterus
- Gonipterus lepidotus
- Gonipterus marellii
- Gonipterus notographus
- Gonipterus parallelicollis
- Gonipterus platensis
- Gonipterus pulverulentus
- Gonipterus reticulata
- Gonipterus reticulatus
- Gonipterus rufus
- Gonipterus scabrosa
- Gonipterus scabrosus
- Gonipterus scutellatus
- Gonipterus sepulchralis
- Gonipterus subfasciatus
- Gonipterus suturalis
- Gonipterus turbida
- Gonipterus xanthorrhoeae